# María Luisa Ramos Urzagaste
María Luisa Ramos Urzagaste, née en 1965, est une diplomate et femme politique bolivienne. Elle a été l'ambassadrice de Bolivie en Russie entre 2009 et 2015.

## Biographie
María Luisa Ramos Urzagaste est née le 12 janvier 1965 dans la région du Gran Chaco dans le sud de la Bolivie. Son père fut prisonnier politique pendant la dictature d'Hugo Banzer. En 1986, elle part étudier en Union soviétique à la faculté d'agriculture de l'université russe de l'Amitié des peuples où elle obtient son diplôme en 1991,. Elle continue ses études en 1995 au Nicaragua et devient diplômée de la faculté d'agriculture de l'université nationale d'Agriculture de Managua.
En 2006, elle devient sous-ministre de l'Économie de Bolivie. Elle est nommée, en 2009, ambassadrice de Bolivie en Russie. Elle quitte la Russie en 2015 avant d'être nommée, en 2016, ambassadrice de Bolivie en Espagne. En septembre 2017, elle devient vice-ministre des Affaires étrangères de Bolivie.